# 恋するココロと魔法のコトバ
『恋するココロと魔法のコトバ』は、Heartsより2018年5月25日に発売された18禁美少女アドベンチャーゲーム。

## ストーリー
ある日、偶然に庭園部の床に描かれていた魔法陣を踏んだことにより、精霊である春ハルを召喚した主人公は部員たちと庭園部の素性に関する秘密を共有する事になり、庭園部に入部させられる。

## 登場人物
春時 育実（はるとき　なるみ）
声：なし
本作の主人公。魔導師の素質があり、偶然、精霊の春ハルを召喚する。
春ハル（はるはる）
声：鈴谷まや
身長：156cm
主人公によって召喚された精霊。
一片 風祢（ひとひら かざね）
声：白月かなめ
身長：158cm
庭園部の部長。
二葉 好奏（ふたば みかな）
声：秋野花
身長：152cm
朝乃葉学園の1年生。
星詠 ましろ（ほしよみ ましろ）
声：みたかりん
身長：143cm
朝乃葉学園の1年生で優れた素質を持つ天才魔女。

## スタッフ
- キャラクターデザイン・原画 - 白もち桜、ぺろ（SD原画）
- シナリオ - にっし～、仙道佳帆、風間ぼなんざ、若瀬諒